# Біла Паненська
Біла Паненська (пол. Biała Panieńska) — село в Польщі, у гміні Рихвал Конінського повіту Великопольського воєводства.
Населення — 285 осіб (2011).
У 1975-1998 роках село належало до Конінського воєводства.

## Демографія
Демографічна структура станом на 31 березня 2011 року:
|          | Загалом | Допрацездатний вік | Працездатний вік | Постпрацездатний вік |
| -------- | ------- | ------------------ | ---------------- | -------------------- |
| Чоловіки | 143     | 25                 | 99               | 19                   |
| Жінки    | 142     | 26                 | 83               | 33                   |
| Разом    | 285     | 51                 | 182              | 52                   |